# .au
.au는 오스트레일리아의 인터넷 국가 코드 최상위 도메인이다.

## 등록
mycompany.au와 같이 .au의 2차 도메인을 직접 등록하지는 못한다. .com.au와 같은 2차 도메인 분류의 .au의 이름 짓기 규칙은 영리 업체를 위해 설계된 것이다. 영국과 뉴질랜드와 같은 다른 나라에서도 이와 비슷한 할당 정책을 취하고 있다.

### 2차 도메인
- .com.au - 영리 단체
- .net.au - 영리 단체 (역사적으로 인터넷 서비스 제공업체에만 한했지만 널리 사용되고 있다.)
- .org.au - 연합 및 비영리 단체 (역사적으로 다른 분류에 취하지 못한 조직을 위해서 쓰인다.)
- .edu.au - 교육 시설 (3차 도메인 참조)
- .gov.au - 정부와 정부 부서 (3차 도메인 참조)
- .csiro.au - CSIRO (국가 과학 및 산업 연구 조직)
- .asn.au - 연합 및 비영리 단체
- .id.au - 개인 (보통 실제 이름)

### 새로운 2차 도메인
- .act.au 오스트레일리아 수도권
- .nsw.au 뉴 사우스 웨일즈
- .nt.au 북부 지역
- .qld.au 퀸즐랜드 (오스트레일리아 북동쪽 주)
- .sa.au 사우스 오스트레일리아
- .tas.au 태즈메이니아(오스트레일리아 남동의 섬, 오스트레일리아 연방의 한 주)
- .vic.au 빅토리아(오스트레일리아 동남부의 주)
- .wa.au 웨스턴 오스트레일리아(오스트레일리아 서부의, 인도양에 면한 주)

### 역사적 2차 도메인
몇 가지 2차 도메인 이름은 더 이상 활발하게 쓰이지 않는다. 등록에 몇 가지 규정이 있지만, 더 이상 새로운 등록을 받지 않고 있다.
- .archie.au - 1990년대 초까지 아치 정보 서비스를 다뤘으나 그 뒤로 사라졌다.
- .conf.au - 토론 및 수명이 짧은 행사
- .gw.au - 게이트웨이 및 기타 아르넷 라우팅 장비. 지금은 사라졌다.
- .info.au - 일반 정보
- .otc.au - X.400 주소를 위한 매핑 도메인. telememo.au에 가려져 지금은 사라졌다.
- .oz.au - 오스트레일리아 사이트를 위한 역사적 도메인 이름.
- .telememo.au - X.400 주소를 위한 매핑 도메인.

## 기타 오스트레일리아 도메인 이름
.au가 오스트레일리아에 할당된 유일한 최상위 도메인이 아니다. 일부 오스트레일리아 영토는 역사적 까닭에 따라 최상위 도메인을 할당해왔다.
- .cc - 코코스 제도
- .cx - 크리스마스섬
- .hm - 바트섬과 맥도날드 제도
- .nf - 노퍽섬